# 日本とセントクリストファー・ネイビスの関係
日本とセントクリストファー・ネイビスの関係（にほんとセントクリストファー・ネイビスのかんけい、英語: Japan-Saint Christopher and Nevis relations）では、日本とセントクリストファー・ネイビスの関係について概説する。一部表記揺れがあり、日本とセントクリストファー・ネイビス連邦の関係、日本とセントキッツ・ネイビスの関係、日本とセントクリストファー・ネービスの関係などとも。概ね友好的な関係を築いている。

## 両国の比較
|                   | セントクリストファー・ネイビス | 日本                            | 両国の差                                          |
| ----------------- | ------------------------------ | ------------------------------- | ------------------------------------------------- |
| 人口              | 53,192人（2020年）             | 1億2583万人（2020年）           | 日本はセントクリストファー・ネイビスの約2,365.6倍 |
| 国土面積          | 260 km2                        | 37万7972 km2                    | 日本はセントクリストファー・ネイビスの約1,453.7倍 |
| 人口密度          | 205 人/km2（2020年）           | 345 人/km2（2020年）            | 日本はセントクリストファー・ネイビスの約1.7倍     |
| 首都              | バセテール                     | 東京都                          |                                                   |
| 最大都市          | バセテール                     | 東京都区部                      |                                                   |
| 政体              | 立憲君主制                     | （民主制）議院内閣制            |                                                   |
| 公用語            | 英語                           | 日本語（事実上）                |                                                   |
| 通貨              | 東カリブ・ドル                 | 日本円                          |                                                   |
| 国教              | なし                           | なし                            |                                                   |
| 人間開発指数      | 0.778                          | 0.919                           |                                                   |
| 民主主義指数      | ‐                              | 7.99                            |                                                   |
| GDP（名目）       | 9億8074万741米ドル（2020年）   | 4兆9754億1524万米ドル（2020年） | 日本はセントクリストファー・ネイビスの約5,073.1倍 |
| 一人当たり名目GDP | 18,437.7米ドル（2020年）       | 39,538.9米ドル（2020年）        | 日本はセントクリストファー・ネイビスの約2.1倍     |
| GDP（購買力平価） | 13億6404万米ドル（2020年）     | 5兆5043億3091万米ドル（2019年） | 日本はセントクリストファー・ネイビスの4,035.3倍   |
| 一人当たり実質GDP | 25,643.8米ドル（2019年）       | 43,593.5米ドル（2019年）        | 日本はセントクリストファー・ネイビスの1.7倍       |
| 経済成長率        | 4.8％（2009年）                | 0.3%（2019年）                  |                                                   |
| 軍事費            | ‐米ドル（2020年）              | 491億4855万米ドル（2020年）     |                                                   |
| 地図              |                                |                                 |                                                   |

## 歴史
1983年9月19日、セントクリストファー・ネイビスはイギリスから独立。日本は独立と同時に同国を承認した。その後、1985年1月14日に外交関係を開設。
2011年3月11日の東日本大震災発生に際しては、セントクリストファー・ネイビス首相のデンジル・ダグラスがカリブ海諸国の発展のモデルである日本に対して、連帯と可能な限りの支援を発表している。

## 外交関係

### 二国間関係
島国という共通点はあるものの日本は東アジア、セントクリストファー・ネイビスはカリブ海に位置する国家であり、遠く離れていて歴史的にも接点は少ない。ただし資本主義、民主主義、自由主義、法の支配や人権の尊重といった多くの価値観を共有する友好国である。またセントクリストファー・ネイビスはカリブ共同体の加盟国であり、これを通じて政治的・経済的交流がある。
在外公館に関しては、日本はセントクリストファー・ネイビスには大使館を設置しておらずポートオブスペインにある在トリニダード・トバゴ日本大使館がセントクリストファー・ネイビスを兼轄する。一方のセントクリストファー・ネイビスも日本に大使館を未設置で、台北にある在中華民国セントクリストファー・ネイビス大使館が日本を兼轄する。なお、セントクリストファー・ネイビスは台湾を国家承認している国家の一つであり正式な国交も存在する。

### 要人往来・会談

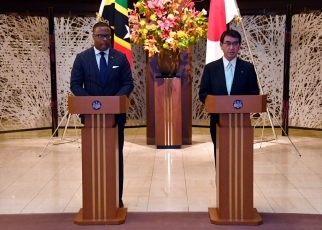
日・セントクリストファー・ネーヴィス外相会談（2018年11月2日）

2014年7月には安倍晋三がアンティグア・バーブーダを訪問。その際、カリブ共同体に属する9か国の首脳と懇談を実施した。セントクリストファー・ネイビス首相のデンジル・ダグラスとも懇談を実施し、セントクリストファー・ネイビスのもつ「小島嶼国特有の脆弱性」を克服するための支援継続が確認された。
2014年11月には第4回日・カリコム外相会合出席のためセントクリストファー・ネイビス外相のパトリス・ニズベッドが訪日し、当時外務大臣だった岸田文雄と会談を開いた。会談で議論された内容は主に防災や再生可能エネルギーについてである。なお、この時はアンティグア・バーブーダ、ハイチ、ジャマイカ、セントルシアの外相も訪日しており、それぞれ外相会談が開かれている。
2018年にはセントクリストファー・ネイビス外相のマーク・A・G・ブラントリーが訪日を実施し、当時外務大臣であった河野太郎とは夕食会を兼ねた会談を開催。日本は島嶼国ゆえに災害に脆弱なセントクリストファー・ネイビスに水産・防災面で引き続き支援を実施するとともに、セントクリストファー・ネイビス国民に対してビザ発給要件を緩和したことを伝えるなど、友好国として関係強化が図られた。
日本要人のセントクリストファー・ネイビス訪問は多くないが、2018年10月には衆議院議員の竹本直一が大阪万博誘致に向けた支援を要請するために訪問している。

## 経済関係
2020年のセントクリストファー・ネイビスの対日貿易は、輸出額28.2万円と国家間の貿易としては極めて少額で、輸入額は7.31億円となっている。日本側の大幅な黒字である。対日輸出額が少ない理由についてはセントクリストファー・ネイビスがミニ国家であることや両国の経済的な結び付きが強くないことが挙げられる。主要輸出品目は金属製品、主要輸入品目は自動車となっている。
日本からセントクリストファー・ネイビスへの経済支援は2019年までに無償資金協力、技術協力あわせて40億円弱ほど実施されている。近年のODAには以下のようなものがあり、水産関連のものが多い。
- 「零細漁業振興計画(2005年、6.17億円)」‐水揚げ用桟橋、ボートヤード、スリップウェイ、地域漁業センター棟（荷捌き場、製氷・貯氷場、管理事務所）などの施設の整備を支援[28][29]。
- 「チャールズタウン水産センター建設計画(2012年、9.32億円)」‐2012年に書簡が交換された。首都があるセントクリストファー島に比べ発展が遅れているネイビス島に近代的な水産施設を建設することで水産業振興に寄与[30]。
- 「水産関連機材整備計画(2015年、1.84億円)」‐過去の協力で整備された水産関連機材（製氷機、貯氷庫、冷蔵庫など）の再整備と、資源管理型漁業の導入のための水産関連機材（人工浮漁礁、漁場監視システムなど）の整備を支援[31][32]。
- 「セントクリストファー・ネービスの水産業発展のための支援(2019年、2億円)」‐2019年に書簡が交換された。セントクリストファー・ネイビスの漁獲量は年々増加しているが設備は老朽化傾向にあり、日本で製造された水産関連機材（製氷機設備，魚類裁割機等）を供与して水産業の発展・安定化に寄与[33]。

また防災関連では2015年には日本の防災機材を活用した1億円相当の支援が、2016年には2億円相当の支援が実施されている。

## 関連文献
- 国本伊代『カリブ海世界を知るための70章 (エリア・スタディーズ157)』明石書店、2017年。ISBN 9784750345345。